# Birger Sandberg
Birger „Farsan“ Sandberg (* 1918; † 28. Juni 1998) war ein schwedischer Sportfunktionär, der über drei Jahrzehnte im Vorstand des Svenska Fotbollförbundet saß.

## Werdegang
Sandberg spielte bereit in jungen Jahren Fußball, 1937 gewann er mit seiner Schulmannschaft den Kronprinzenpokal. Anschließend spielte er mehrere Jahre bei Djurgårdens IF als Abwehrspieler, ehe er sich ab 1946 beim Klub in der Mannschaftsleitung engagierte. 1959 trat er dabei zeitweise als Trainer in Erscheinung und war somit entscheidend am Gewinn des Von-Rosens-Pokals als schwedischer Landesmeister beteiligt.
Ab 1952 engagierte sich Sandberg in der Verbandsarbeit. Zunächst war er beim Regionalverband Stockholms Fotbollförbund, später auch beim Svenska Fotbollförbundet tätig. Dort saß er ab 1955 im Vorstand, zwischen 1969 und seinem Ausscheiden aus dem Vorstand im Jahr 1986 war er Vizevorsitzender des Verbandes. Er leitete die technische Kommission des Verbandes.
Sandberg veröffentlichte die Schriften Utbildningsekonomi und Företagsutbildningen och dess ekonomiska problem.
Im Juni 1998 verstarb Sandberg im Alter von 79 Jahren nach längerer Krankheit.